# John Butler Walden
John Butler Walden, parfois appelé Jack Walden (né le 12 décembre 1939 et mort le 7 juillet 2002) est un officier militaire tanzanien. Né dans le Tanganyika britannique d'un père blanc et d'une mère noire, il s'enrôle dans les King's African Rifles en 1957 après avoir terminé ses études. Il atteint le grade de sergent et, après l'indépendance du Tanganyika, est transféré aux Tanganyika Rifles (en). En avril 1963, il devient lieutenant. Il est promu major et prend le commandement d'un camp à Mafinga. Pendant la guerre ougando-tanzanienne de 1978 et 1979, Walden commande la 207e brigade dans les Forces de défense du peuple tanzanien avec le grade de brigadier. En 1981, il organise le retrait des troupes tanzaniennes en Ouganda. En 1987, il est promu général de division et deux ans plus tard, il supervise une opération anti-braconnage. Il meurt en 2002.

## Biographie
John Butler Walden naît le 12 décembre 1939 d'un père blanc, Stanley Arthur Walden, et d'une mère noire, Violet Nambela à Tunduru (en), Tanganyika. Stanley Walden travaille dans l'administration coloniale britannique en tant que commissaire du district de Tunduru. Violet Nambela est la fille d'Andrew Sinkala, un fonctionnaire du département de la chasse de Tunduru.
En 1941, John Walden part vivre avec sa grand-mère maternelle à Mbeya. L'année suivante, son père est réaffecté à un poste à Iringa et Walden l'y suit. En 1945, il s'inscrit à l'école Tosamanganga, un internat chrétien d'Iringa qui accueille de nombreux élèves métis. Son père paie secrètement ses frais de scolarité,. Il parle peu avec ses parents, mais est proche de la faculté, comme son petit frère, Paul. Paul a cinq ou six ans de moins que John, et s'ils ont le même père, il n'est pas certain qu'ils aient la même mère. John Walden finit ses études primaires en 1952 et obtient son diplôme en 1956 après avoir terminé la dixième année d'études (début de lycée), la classe la plus avancée proposée par l'établissement.
En 1957, Walden voit une annonce de recrutement pour les King's African Rifles (KAR) et, renonçant à son souhait initial de rejoindre la marine, s'enrôle à Colito Barracks à Dar es Salaam. En raison d'une pénurie de personnel administratif dans la section de formation, il travaille comme commis pendant plusieurs mois avant de commencer sa formation en juillet. En février 1958, il termine sa formation et est affecté à la Compagnie A du 6e Bataillon KAR à Colito. Environ deux mois plus tard, il est promu caporal suppléant. Au début de 1958, Walden est envoyé à Nakuru pour suivre des cours de magasinage. Après l'avoir terminé, il retourne à Colito, bien que sa compagnie ait déjà été affectée à Maurice pour des tâches de routine en garnison. L'année suivante, il rejoint son unité et sert comme magasinier, effectue des tâches administratives et sert comme interprète pour le commandant de la sous-zone. En 1960, un cyclone frappe l'île et Walden est chargé de coordonner la distribution des fournitures de secours avec la Croix-Rouge. Ensuite, la compagnie retourne à Dar es Salaam, y restant un ou deux mois avant d'être transférée à Shinyanga. En décembre 1961, le Tanganyika devient un État souverain et le 6e bataillon KAR est transféré au Tanganyika Rifles nouvellement formé. En 1962, Walden est nommé sergent et devient quartier-maître de sa compagnie. Fin 1962, il est inscrit à l'école des élèves-officiers de Mons. Il obtient son diplôme de lieutenant en avril 1963 et reçoit le commandement d'un peloton de la compagnie B, 1st Tanganyika Rifles à Colito. Walden choisit Black Mamba, le nom d'un serpent venimeux, comme son nom de guerre. Il est aussi tireur d'élite. À la fin des années 1960, il occupe diverses responsabilités, notamment le commandement d'un camp du Service national tanzanien à Mafinga, en Iringa, et occupe le grade de major. Peu de temps après la guerre d'indépendance du Mozambique en 1975, Walden y est envoyé pour servir d'attaché militaire.
Pendant la guerre ougando-tanzanienne, Walden commande la 207e brigade des Forces de défense du peuple tanzanien (TPDF) avec le grade de brigadier. Les forces ougandaises effectuent une invasion de Kagera (en) à la fin de 1978, et pendant la contre-attaque du TPDF, Walden et ses hommes reprennent Minziro (en) et une plantation de canne à sucre. Au début de 1979, le TPDF envahit l'Ouganda. La 207e brigade est chargée d'éliminer la garnison ougandaise de Katera lors de la bataille de Simba Hills (en). Walden ordonne à ses troupes d'avancer sur un chemin inondé à travers un marais pour attaquer la ville sans être menacées par les troupes ougandaises. Il accompagne son unité pendant les 50 heures de marche. La brigade se déplace en file indienne en eau profonde et perd brièvement le contact avec le quartier général local du TPDF lorsque ses radios sont rendues inopérantes par l'humidité. Il atteint sa destination et prend Katera après avoir chassé les Ougandais par des tirs d'artillerie. L'unité est ensuite surnommée la « brigade amphibie » par les soldats tanzaniens. Le 24 février, Walden et sa brigade participent à la bataille de Masaka. Le 10 avril, la TPDF commence la bataille de Kampala. La 207e brigade avance dans la partie ouest de la ville et Walden prend la résidence du président Idi Amin. Après la bataille, sa brigade est chargée d'occuper l'intégralité de Kampala et d'y maintenir l'ordre. En juin 1981, il organise le retrait de toutes les troupes de la TPDF d'Ouganda.
En 1985, Julius Nyerere, le président de la Tanzanie, démissionne et est remplacé par Ali Hassan Mwinyi. En 1988, Mwinyi aurait envisagé de faire de Walden le chef du TPDF, et il est le favori pour le poste, mais n'est finalement pas choisi Selon certaines sources, Mwinyi l'appelle pour lui dire qu'il était l'officier le plus qualifié pour le poste mais ne peut pas être nommé. Les raisons de la décision sont inconnues. En 1987, Walden est promu au grade de général de division. En 1989 il commande l'opération Uhai pour combattre des braconniers sur les terres tanzaniennes. Il passe plusieurs nuits à diriger des gardes forestiers lors de patrouilles dans le désert, réduisant avec succès la chasse illégale aux éléphants. En 1997, Walden sert comme attaché militaire tanzanien à Londres. Plus tard, il prend sa retraite de l'armée.
Walden meurt le 7 juillet 2002 et est enterré à Mbeya.